# Dvorište kuće Bevilaqua-Machiedo u Jelsi
Dvorište kuće Bevilaqua-Machiedo u mjestu Jelsi, zaštićeno kulturno dobro.

## Opis
Sklop Bevilaqua Machiedo nalazi se na jugozapadnom kraju Jelse. Arheološki nalazi iz 1959. god. upućuju na zaključak da je sklop sagrađen na mjestu rimske ville rustice. Dvorište Bevilaqua Machiedo je djelom sačuvalo originalno popločenje, a kamena trpeza s grbom Obradića preseljena je u lapidarij župske crkve. U dvorištu se nalazi odrina podignuta na kamene stupove koji su, prema nekim autorima, dio antičkih ili kasnoantičkih nalaza na mjestu sklopa. U zapadnom dijelu je kruna cisterne koja se može pripisati sloju iz prve polovice 16. stoljeća i dijelovi tijesaka za grožđe. Dvorište Bevilaqua Machiedo samo je djelom sačuvalo ambijent iz 16. – 19. stoljeća.

## Zaštita
Pod oznakom RST-0029-1962. zavedeno je kao nepokretno kulturno dobro - pojedinačno, pravna statusa zaštićena kulturnog dobra, klasificirano kao "reprezentativne stambene građevine".